# August Kühnel
August Kühnel (Delmenhorst, 3 augustus 1645 - circa 1700) was een Duitse barokcomponist en bespeler van de viola da gamba.

## Levensloop
August Kühnel was de zoon van Samuel Kühnel, die werkzaam was als musicus. In 1657 of 1658 woonden vader en zoon in Güstrow.
Van 1661 tot 1686 werkte August Kühnel als gambaspeler in Zeitz aan het hof van Maurits van Saksen-Zeitz. In 1665 maakte hij een studiereis naar Parijs. Verder trad hij veelvuldig op in andere steden, zoals Dresden, Frankfurt en München. Tijdens zijn verblijf in München in 1681 kreeg hij nog een aanbod om aan het hof aldaar te komen werken, maar dan moest hij katholiek worden en dat weigerde hij. In zowel 1682 als 1685 trad Kühnel op in Londen, waarbij hij in de London Gazette werd aangekondigd als August Keenell.
In 1686 verliet Kühnel het hof van Zeitz en ging aan de slag in Darmstadt voor landgravin Elisabeth Dorothea van Saksen-Gotha-Altenburg. Hij was hier niet alleen gambaspeler, maar ook leider van het instrumentaal ensemble dat viel onder kapelmeester Wolfgang Carl Briegel. Aan zijn dienstbetrekking kwam in 1688 echter een einde toen hij de stad ontvluchtte vanwege de Franse inval tijdens de Negenjarige Oorlog.
In 1693 was Kühnel actief aan het hof van Weimar, waar hij leiding gaf aan de instrumentalisten. Twee jaar later werd hij hofkapelmeester in Kassel bij landgraaf Karel van Hessen-Kassel. Hij zou hier tot 1699 in dienst blijven.
Het is onbekend wat er na 1699 met Kühnel is gebeurd. Zijn overlijdensdatum wordt rond 1700 geschat. 
Kühnel had een zoon Johann Michael, die actief was als gambaspeler, violist en luitspeler.

## Werken
Van Kühnels composities is alleen een verzameling van veertien sonates en partita's bewaard gebleven: Sonate ô partite. Deze verzameling is in 1698 in Kassel uitgebracht en werd door Kühnel opgedragen aan landgraaf Karel. Acht van de composities in de bundel zijn geschreven voor twee viola da gamba's, de overige zes voor één viola da gamba en basso continuo.
Zelf gaf Kühnel in 1685 tijdens zijn bezoek aan Londen aan dat hij daar enkele sonates zou laten publiceren. Ook zou hij de sonates op vaste dagen uitvoeren op twee locaties. Het is echter onduidelijk of het daadwerkelijk tot een uitgave is gekomen. Ook is niet bekend of het om dezelfde sonates gaat als de composities uit 1698.